# Himantocladium scrobiculatum
Himantocladium scrobiculatum là một loài rêu trong họ Neckeraceae. Loài này được (Nees) E.B. Bartram mô tả khoa học đầu tiên năm 1939.